# Влияние плоти
«Влия́ние пло́ти» (англ. Body of Influence) — художественный фильм 1993 года производства США, эротический триллер, снятый известным режиссёром Грегори Дарком, который, зачастую, снимает эротику, выступая под псевдонимом Грегори Ипполайта. Фильм был выпущен как видеофильм.
Главные роли в этом фильме исполнили Ник Кассаветис, Шэннон Уирри, Ричард Раундтри, Дон Суэйзи, Анна Кэрин и Сэндал Бергман. Видеопремьера фильма состоялась в США 21 апреля 1993 года.

## Сюжет
Джонатан Брукс работает психотерапевтом, наиболее интересным случаем в его практике становится пациентка Лаура. Мало того, что у неё с доктором начинаются любовные отношения, так она как бы «несёт» в себе ещё одну личность — другую женщину по имени Лана.

## В ролях
- Ник Кассаветис — Джонатан Брукс
- Шэннон Уирри — Лаура / Лана
- Ричард Раундтри — Гарри Римс
- Сэндал Бергман — Кларисса
- Дон Суэйзи — Байкер
- Анна Кэрин — Бэт
- Дайена Бартон — Дженнифер
- Кэтрин Паркс — Элен
- Моника Парент — женщина
- Эва Ля Рю
- Мишель Стэффорд
- Каролина Саммерс

## Съёмочная группа
- Автор сценария: Дэвид Шрайбер
- Режиссёр: Грегори Дарк (как Грегори Ипполайт)
- Операторы: Джо Фернандес и Гленн Кершоу
- Монтаж: Кент Смит
- Композитор: Эшли Ирвин
- Звук: Билл Райнхардт
- Художник: Блэр Мартин
- Костюмы: Лотар Дельгадо и Рикардо Дельгадо
- Продюсер: Эндрю Гэррони
- Исполнительный продюсер: Уолтер Гернерт
- Линейный продюсер: Крэйг Турман Саттл
- Кастинг: Лори Коб
- Менеджер: Марк Шпигель

## Другие названия
- Body Of Influence, Indecent Advances
- Влияние плоти
- Die dunkle Macht der Leidenschaft